# Gaara
 (juin 2024).
Gaara (我愛羅, Gaara) surnommé Gaara du désert (砂瀑の我愛羅) est un personnage du manga Naruto.
C'est un ninja du village de Suna ; il apparaît pour la première fois juste avant le début de l'examen chūnin, accompagné de son frère Kankurô et de sa sœur Temari. Gaara est un shinobi de Suna : Village Caché du Sable. Et est le fils du chef de Suna, le quatrième Kazekage. Il est né en tant qu'hôte d'un démon à queue dans le cadre de l'intention de son père de disposer d'une arme pour restaurer leur village. Cependant, une combinaison d'ostracisme des villageois de Suna, de son incapacité précoce à contrôler la bête à queue et de l'idée que sa mère décédée l'appelait sa malédiction du village a fait de Gaara un tueur impitoyable qui croit que son propre objectif est de tuer ses ennemis. C'est seulement après sa rencontre avec Naruto que Gaara change de perspective, puisqu'il devient finalement le Cinquième Kazekage de Suna, dans la seconde partie du manga.
Parmi les lecteurs de Naruto, Gaara est très populaire, se classant toujours parmi les dix premiers personnages dans les sondages de popularité des personnages de la série. De nombreuses marchandises ont été lancées à l’image de Gaara, notamment des poupées en peluche, des porte-clés et des figurines.

## Création et conception

Tatouage de Gaara.

L’auteur de Naruto, Masashi Kishimoto, a créé Gaara pour faire échec au protagoniste de la série, Naruto Uzumaki. Naruto et lui ont un passé similaire: il a été rejeté par ses pairs et les villageois comme étant l'hôte du demon à une queue, Shukaku, une situation que Kishimoto décrit comme "très semblable à celle de Naruto". Le passage de Gaara de cet état à un personnage sadique très retiré visait à le rendre sympathique à ses lecteurs, car il contrastait avec le développement de Naruto en un perturbateur gai.
Le tatouage que Gaara porte sur le front signifie « amour ». Il apparaît au moment où il découvre que son père a essayé de le faire assassiner par Yashamaru], la seule personne en qui il avait confiance, et apprenant qu'en réalité, ce dernier le détestait pour avoir causé la mort de sa sœur (la mère de Gaara).
Ce kanji est composé des deux kanjis tatoués sur les mains de Bunpuku, « accepter » (受, ukeru) et « cœur » (心, kokoro).

## Profil

### Histoire

#### Première partie: Examen de selection des Chūnin
Gaara apparaît lors de l'examen chūnin avec son frère Kankurô et sa sœur Temari qui sont alors terrifiés par son comportement erratique.
Durant la première épreuve, il triche en copiant grâce à sa technique du « Troisième œil ».
Lors de la seconde épreuve toujours en équipe avec Kankurô et Temari, il tue Shigure, Baiu et Midare, trois ninjas d'Ame après que ceux-ci les aient attaqués pour récupérer leur rouleau ; Kiba, Akamaru,Hinata et Shino, cachés dans un buisson; assistent effrayés à la scène. Anko découvre qu'ils sont les premiers à réussir l’épreuve, sans une égratignure, une performance exceptionnelle selon elle.
Lors des éliminatoires, Gaara affronte Rock Lee, combat durant lequel il est mis en difficulté par la vitesse de Lee, dépassant celle de sa protection de sable. Lee effectue sur lui sa « Fleur de lotus Recto » à laquelle Gaara échappe de peu, puis sa « Fleur de lotus Verso » ; Gaara est mis à terre, mais a amorti le choc en transformant sa gourde en sable, et profite de l’état de faiblesse de Lee consécutif à l’« Ouverture des 4 portes célestes » pour lui broyer un bras et une jambe et gagner le combat, Gaï Maito étant intervenu pour l’empêcher de l’achever.
Avant l’épreuve finale, il cherche à se venger de Lee et tente de le tuer à l'hôpital, mais Naruto et Shikamaru l'en empêchent. Il leur raconte son histoire, celle du fils du Quatrième Kazekage auquel on a scellé le démon dans son corps, l’empêchant de dormir ; détesté et évité par tout le monde, subissant des tentatives d’assassinat fomentées par son père depuis ses six ans, Gaara a développé une névrose et décidé que sa raison de vivre serait de tuer. Durant la discussion, Naruto comprend que Gaara a subi les mêmes sévices que lui dans son enfance, mais n’a pas eu de personnes comme Iruka pour le sortir de la solitude. Alors que Gaara s’apprête à tuer Lee, Naruto et Shikamaru, Gaï intervient ; Gaara sort de la chambre en avertissant les ninjas de Konoha qu’il les tuera un jour.

#### Invasion de Konoha
Lors de la dernière épreuve, il doit affronter Sasuke qui arrive en retard. Blessé au cours du combat, il devient à moitié fou et commence à se transformer en Shukaku, avant de s’enfuir avec Kankurô et Temari lorsqu’Orochimaru donne le signal d’attaque du village de Konoha, poursuivis par Sasuke. Alors que Kankurô et Temari sont mis hors de combat par Shino et Gaara lui-même (Sasuke dans l’anime), Gaara affronte ce dernier, se transformant de plus en plus en 
démon(shukaku). Alors que Sasuke est à court de chakra, Naruto et Sakura arrivent ; Gaara commence à écraser Sakura avec son sable, et à affronter Naruto et ses clones. Alors qu’il prend finalement la forme complète du Shukaku, forçant Naruto à invoquer Gamabunta pour le combattre, Gaara s’endort, laissant son démon prendre le contrôle. Ils parviennent finalement à réveiller Gaara et à le mettre hors de combat ; Gaara, se rendant compte que la force de Naruto lui vient de l'amour qu'il porte à ses amis, se remet en question après sa défaite, et lorsque Temari et Kankurô viendront le transporter hors du combat, il leur dira « Je suis désolé pour tout. » (dans l'anime, il s'excuse auprès d'eux avec un simple « pardon »).

#### Mission de récupération de Sasuke
Il refait une apparition au cours du combat qui opposera Rock Lee et Kimimaro Kaguya après avoir été appelé en renfort avec son frère et sa sœur par Konoha pour aider à ramener Sasuke. Il reprend le combat de Lee, face à Kimimaro, et doit livrer ses plus puissantes techniques. Au moment où il allait se faire transpercer par Kimimaro, ce dernier meurt de sa maladie, laissant à Gaara une victoire au goût amer.

#### Arcs hors-série de l’anime
Gaara fait également une apparition dans les hors-séries de l’anime Naruto. Gaara, Kankurô et Temari décident d'ouvrir une école pour les jeunes ninjas. L'une des élèves, Matsuri, décide de rejoindre Gaara alors que les autres élèves se sont mis avec Temari et Kankûro. Alors qu'elle s'entraîne seule, Matsuri est enlevée par des ninjas du village des artisans dans le but d’utiliser la puissance du Shukaku pour ressusciter leur maître. Gaara déjouera leurs plans avec l’aide des jeunes ninjas de Konoha.

### Seconde partie

#### Son combat contre Deidara et son enlèvement
Dans la 2e partie du manga qui se déroule trois ans plus tard, Gaara est devenu le Kazekage de Suna et montre l'étendue de ses nouveaux pouvoirs dans un combat contre un membre d’Akatsuki, Deidara. Après un long combat et malgré son niveau, Gaara est vaincu et capturé par Deidara (préférant se sacrifier en sauvant son village menacé par une bombe explosive de grande puissance), ce qui va amener l'intervention de Kankurô, de l'armée de Suna, des équipes de Kakashi et de Gaï et d'une aïeule de Suna, Chiyo. Il perd son statut de Jinchūriki lorsqu’Akatsuki parvient à lui extraire, au bout d'une cérémonie de 3 jours, la totalité Shukaku, et meurt à cette occasion. Décédé durant plusieurs heures, il est finalement ressuscité par Chiyo  qui se sacrifie en utilisant une technique interdite (élaborée initialement dans le but de donner vie à une marionnette, mais interdite avant d'avoir été testée, car présentant trop de risques pour la vie de son utilisateur), consistant à lui transmettre une quantité de chakra suffisante pour lui redonner vie. La totalité de son chakra ajouté à une partie de celui de Naruto auront été nécessaires pour mener à bien l'opération, provoquant de ce fait le décès de l'aïeule.

#### Le Conseil des cinqkage
Il se rend avec son frère et sa sœur au Pays du Fer pour représenter Suna. Malgré la perte du démon, ses capacités à manier le sable ne sont pas altérées, pouvant même le protéger efficacement contre Amaterasu.
Gaara va également retrouver Naruto au pays du Fer et tenter de le convaincre de faire ce qu'il y a de mieux pour Sasuke.

#### Quatrième grande guerre ninja
Lors de la 4e grande guerre ninja, Gaara est nommé commandant général de l'armée et également général de la 4e division (combattants à longue distance) dont sa sœur Temari fait partie, ainsi que Chôji et Shikamaru ; du fait de sa responsabilité en tant que commandant général, il délègue la tête de la division à Shikamaru.
Durant cette guerre il affronte d’anciens kage de différents villages invoqués par Kabuto Yakushi, dont son propre père, le 4e Kazekage. Lors de ce combat, il apprend que sa mère l'aimait et qu'elle continue de le protéger via le sable qu'il manipule.
Après un combat assez difficile, il parvient finalement à vaincre le 2e Mizukage. Lorsque le véritable Madara est invoqué sur le champ de bataille, il engage le combat contre lui avec Oonoki, et ils parviennent à l'empêcher de faire chuter une météorite sur le champ de bataille, mais ne peuvent empêcher la chute de la seconde météorite, qui entraine la première et décime les troupes de la 4e division qu’il commande. Lorsque Tsunade, A et Meï arrivent sur le champ de bataille, il lutte avec eux contre Madara jusqu’à l’annulation de la « Réincarnation des Âmes » de Kabuto par Itachi ; cependant, Madara parvient à rompre le contrat qui le liait à l’invocateur et à se maintenir ; la suite du combat est suggérée par l’issue montrant les kage laissés pour mort par Madara parti rejoindre Obito.
Soigné par Tsunade, elle-même sauvée par Orochimaru, Gaara retourne au combat face à Jûbi. Lorsque les démons à queues sont libérés du corps de ce dernier, il coopère avec Shukaku pour tenter de sceller Madara, mais ils échouent. Il tente ensuite d'empêcher Madara d’aspirer Shukaku dans la statue du Démon des enfers, mais c'est à nouveau un échec. Finalement, il est pris dans l’illusion des « Arcanes lunaires infinis » où il revit une enfance durant laquelle sa mère et son père sont encore vivants et où ils ont une vie de famille normale avec Temari, Kankurô et Yashamaru ; il reçoit la visite de son ami, Naruto, qui lui demande de venir jouer avec lui.
Il est plus tard libéré de l’illusion par Sasuke et Naruto, en même temps que le reste des victimes de la technique.
Il apparaît dans le film Naruto Shippuden: The Last, d'abord dans la réunion d'urgence du conseil des cinq kage pour discuter de la menace de la Lune qui s'abat sur le monde ninja, puis lorsque des météorites s'abattent sur Suna, qu'il protège avec son sable ; il apparaît finalement dans les images du générique aux côtés de sa sœur et de son futur beau-frère, Shikamaru, lors du mariage de Naruto et Hinata. Dans l’épilogue une quinzaine d'années après la guerre, il est le seul des kage de l'époque qui n'a pas démissionné de son poste ; accompagné de Kankurô son second, il passe rendre visite à sa sœur qui a épousé Shikamaru, et à leur fils Shikadai, avant de se rendre à la réunion des cinq kage qui a lieu à Konoha.

### Caractéristiques

#### Personnalité

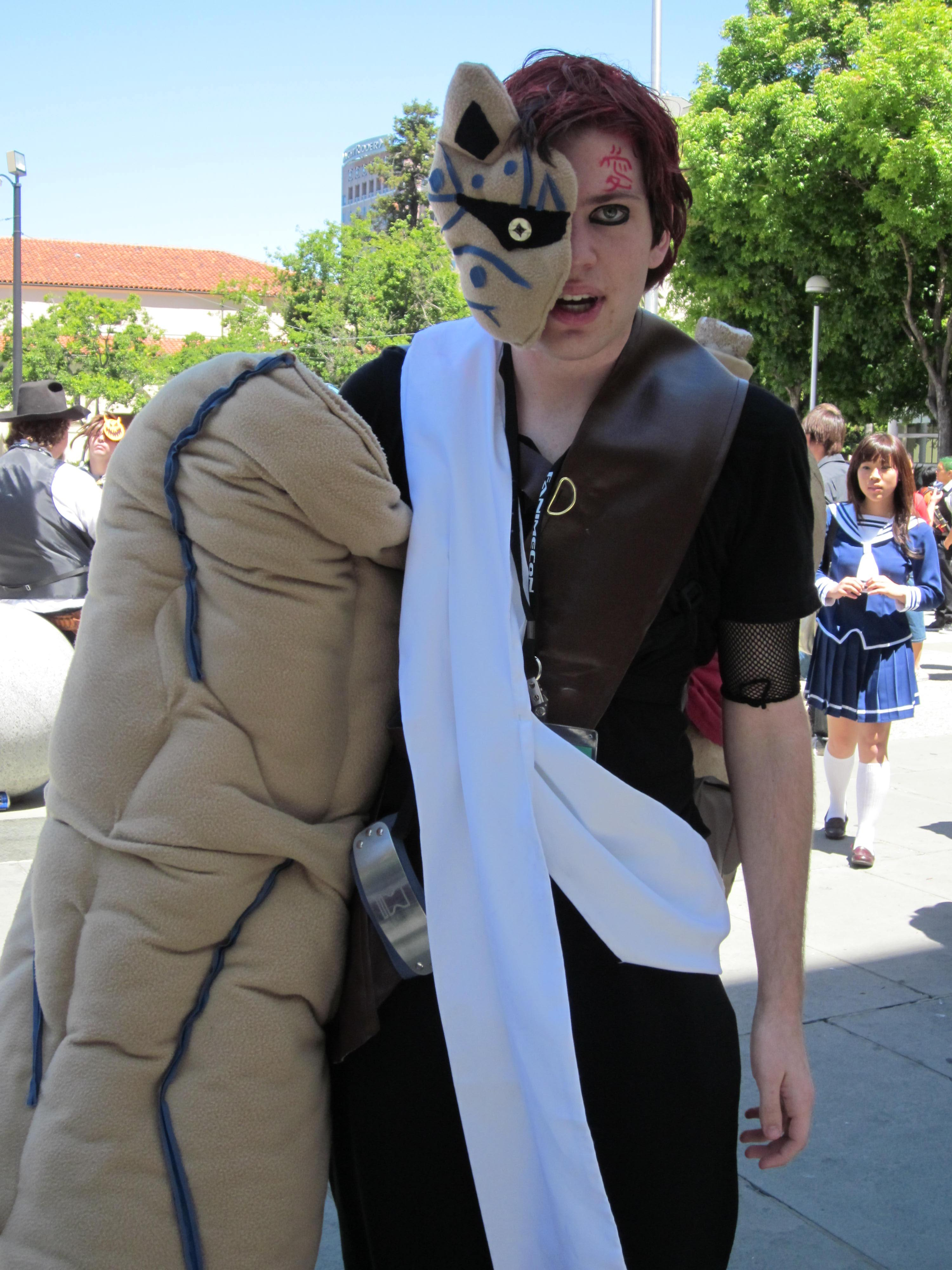
Cosplay de Gaara.

Lors de son apparition dans le manga, Gaara est un garçon très violent et cruel, bien que d'apparence calme la plupart du temps (lors de sa première apparition, il arrête une altercation entre Kankurô, Temari et les genin de Konoha et présente ses excuses au nom de l'équipe). Mais lors de l'examen chûnin, il tue de sang froid Shigure et ses coéquipiers, ainsi que Shiba et Midori, deux chûnin de Kusa embauchés par le Daimyô pour qu'ils contraignent Gaara à perdre son match contre Sasuke. Ses pulsions meurtrières peuvent devenir violentes au point qu’il se coupe du monde extérieur, comme lorsqu’il ne pense plus qu’à tuer Sasuke, et ne voit pas Naruto et Shikamaru qu'il croise en descendant dans l’arène. Gaara semble chercher les raisons de son existence : être l'arme ultime de Suna et tuer tous ceux qui sont en travers de son chemin.
Son nom signifie : « celui qui n'aime que lui » et lui fut donné d’après Yashamaru par sa mère, non pas parce qu'elle l'aimait (elle n'a jamais voulu de lui selon ses dires) mais pour lui permettre de survivre dans ce monde qui lui serait à jamais hostile, et la venger du village. Cependant, ces révélations étaient un mensonge imaginé par le père de Gaara pour tester sa résistance au démon ; bien que morte peu après sa naissance, la mère de Gaara l’aimait et a voulu le protéger au-delà de la mort en vivant dans le sable qu’il contrôle (il apprendra cette vérité lors de la 4e grande guerre ninja, lorsqu'il affronte son père réincarné).
Ce qui fait principalement le charme du personnage est sans nul doute son caractère « silencieux ». Gaara a en effet eu une enfance  douloureuse qui a laissé en lui de profonds souvenirs. Gaara est le fils du 4e kazekage, qui voulait faire de son fils une arme ultime. Pour cela, il a scellé en lui le légendaire démon Ichibi (Shukaku) en le faisant jinchūriki, croyant que cela apporterait beaucoup au village du sable militairement. Malheureusement, Gaara devient progressivement incontrôlable, apeurant les villageois et les amenant à le fuir, au point qu'il devienne seul au monde. Dès son 6e anniversaire, son père le juge dangereux, et ordonne alors son assassinat. Après plusieurs tentatives, la seule et unique personne que Gaara aime car il s'était occupé de lui, son oncle (une femme dans la version française, à la suite d'une erreur de traduction des éditions Kana) Yashamaru, reçoit l’ordre de tuer Gaara et de mettre ses émotions à vif pour voir s’il résiste à la pression de son démon. Gaara est alors pris dans un tourbillon de folie en se remémorant une dernière fois ce qu'est l'amour et de là naîtra son kanji « amour » sur son front. C'est depuis ce jour que Gaara est devenu un shinobi puissant, redouté par tous en vivant uniquement pour le crime. De fait, il devient un vrai sociopathe assoiffé de sang car il a fait du meurtre sa seule raison de vivre.
C'est son combat avec Naruto, lors de l'attaque de Konoha, qui lui fait prendre conscience qu'il est possible, même pour lui, d'avoir des amis et d'aimer d'autres personnes, pour être aimé en retour, notamment par son frère Kankurô et sa sœur Temari à qui il demanda pardon. Cela le fait changer de comportement, car au lieu de rester impassible à tout et silencieux, il n'hésite plus à dire ce qu'il pense (notamment à propos de Gai à Lee), et trouve dans la protection du village de Suna, en tant que Kazekage, et des alliés de celui-ci (Konoha) une nouvelle raison de vivre.

#### Capacités
Gaara ne se déplace jamais sans sa jarre, qu'il porte sur le dos, contenant une quantité minimale de sable (concentré en chakra selon Deidara), qu'il utilise pour ses techniques arénacées, offensives ou défensives (dont son armure absolue). Dans un milieu naturel, il peut utiliser ce sable pour broyer des minéraux et créer une plus grande quantité de sable lui permettant d'effectuer des techniques de plus grande ampleur comme des tsunami de sable.
Il n'utilise ni taijutsu ni genjutsu, préférant rester immobile en combat et se reposer sur son puissant ninjutsu arénacé et sa défense quasi parfaite. Il se démontre quand même habile au taijutsu dans l'anime, contre un habitant de son village.

#### Évolution

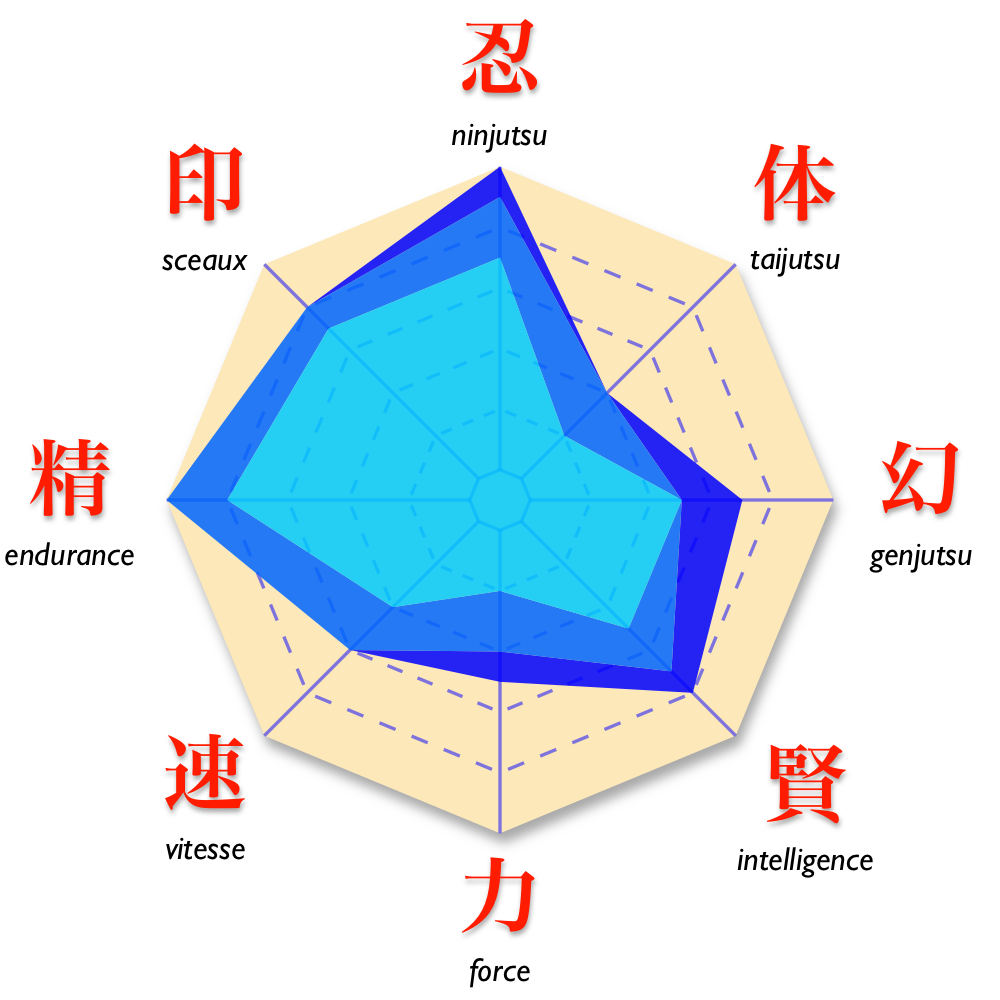
Gaara, sorti de sa solitude, a cessé d'être une menace pour son village. Il a pu évoluer jusqu'à le protéger et en devenir le chef.
Milieu partie I
Fin partie I
Milieu partie II

|                  | Capacités | Âge    | Niveau          | Taille   | Masse   | Missions                                 |
| ---------------- | --------- | ------ | --------------- | -------- | ------- | ---------------------------------------- |
| Milieu Partie I  | 50 %      | 12 ans | Genin (下忍)    | 146,1 cm | 39 kg   | - S — 0 - A — 0 - B — 1 - C — 8 - D — ?  |
| Fin Partie I     | 66 %      | 13 ans | Genin (下忍)    | 148,1 cm | 40,2 kg | - S — 1 - A — 1 - B — 1 - C — 9 - D — ?  |
| Milieu Partie II | 73 %      | 16 ans | Kazekage (風影) | 166,1 cm | 50,9 kg | - S — 3 - A — 14 - B — 8 - C — 9 - D — 0 |

### Shukaku
Ichibi, (Signifiant littéralement : Une Queue), est un bijû autrefois scellé en Gaara.

#### Histoire
Shukaku et les demons à queues ont d'abord vu le jour à la fin de Hagoromo Otsutsuki, qui utilisait sa technique de création de toutes choses pour diviser le chakra des Dix-Queues en neuf corps distincts et leur attribuer un nom. Quelque temps après sa création, le Sage expliqua aux jeunes bêtes à queue qu'un lien existait entre elles malgré leur séparation. Ce serait également un peu le jour où ils seraient réunis à nouveau - comment se ferait-il que quelqu'un émerge pour leur montrer ce qu'est le véritable pouvoir?  Dans l'anime, avant sa mort, Hagoromo pense que Shukaku vivrait dans un temple construit dans le but de le protéger dans une région désertique qui ferait plus tard partie du pays du Vent

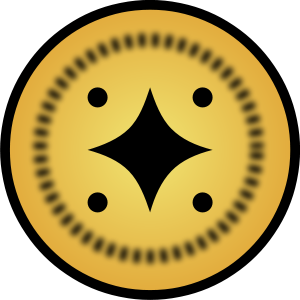
L'œil de Shukaku.

D'après Madara Uchiwa, Ichibi est né le jour où le Sage des Six Chemins, proche de la mort et afin d'éviter que Jûbi ne ressurgisse, sépara le chakra du monstre en neuf parties, donnant naissance aux neuf bijû. Les habitants de Suna croyaient que Shukaku était l'esprit d'un moine de Suna corrompu qui s'est changé en démon. Le monstre a été scellé dans une théière avant que son premier jinchûriki ne soit choisi.

## Apparition dans les autres médias
Gaara apparaît dans plusieurs jeux vidéo de la série.
Son personnage est souvent développé dans un arc filler.
Rata, connu sous le nom de Rata del Desierto, apparaît dans la bande dessinée en ligne Raruto, une parodie de Gaara.

## Techniques

Gourde de sable de Gaara

- Technique du déplacement instantané (瞬身の術, Shunshin no jutsu?)[8] — rang D
Technique de déplacement rapide… Gaara l'utilise avec un tourbillon de sable.
- Le sarcophage de sable (砂縛柩, Sabaku kyū?)[9]
Technique particulièrement dangereuse : Gaara lance son sable sur l'adversaire et le recouvre entièrement ce qui le paralyse.
Cette technique peut tuer par suffocation, ce qui n'arrive jamais car Gaara achève systématiquement son adversaire avec le « Tombeau du désert ».
- Le tombeau du désert (砂瀑送葬, Sabaku sōsō?)[10]
Généralement c'est une technique mortelle car Gaara ressert brusquement l'étreinte du Sarcophage de sable et fait exploser ce qu'il contient (à savoir souvent le corps de l'ennemi).
Cette technique est un coup de grâce.
- Le bouclier de sable (砂の盾, Suna no tate?)[11]
Le sable de la gourde de Gaara le protège de tout projectile ou attaque physique en formant un bouclier temporaire extrêmement solide, plus résistant qu'une plaque d'acier de cinq millimètres d'épaisseur[12].
Cette défense est automatique, car le sable protège Gaara indépendamment de sa volonté.
À cause de cette protection, Gaara n'a jamais été ne serait-ce qu'égratigné, et ne connaissait pas la douleur avant ses combats contre Rock Lee, Sasuke et Naruto, qui lui infligèrent de cuisantes blessures comparé à ce qu'il avait connu jusqu'alors (toutefois, on remarquera qu'elles ont un effet d'excitant pour Gaara, qui recherche des ennemis capables de lui faire ressentir son existence). Deidara fut celui qui le mit le plus à mal grâce à ses rapides bombes d'argile.
Lors de la 4e grande guerre ninja, le bouclier de sable prend une forme humaine et devient gigantesque ainsi que très résistant: celle de sa mère Karura qui le protège.
- L'armure de sable (砂の鎧, Suna no yoroi?)[13]
Technique qui consiste à créer une seconde peau constituée de sable endurcie afin d'augmenter sa résistance.
Cette technique a deux défauts car elle est moins résistante que le bouclier de Sable, et consomme une quantité importante de chakra en comparaison. Néanmoins, cette défense est, cette fois, tout à fait imparable puisque le sable adhère directement à la peau de Gaara, obligeant l'adversaire à percer pour atteindre sa chair.
- Clone de sable (砂分身, Suna bunshin?)[14]
Technique qui consiste à créer des clones constitués de sable.
- Le troisième œil (第三の眼, Daisan no me?)[15]
Technique qui consiste à créer un troisième œil grâce au sable en fermant d'abord son œil gauche et en le matérialisant hors de son corps.
Gaara l'utilise la première fois pour tricher à la première épreuve de l'examen chūnin.
- Le sommeil du Tanuki (狸寝入りの術, Tanūki neiri no jutsu?)[16]
Gaara, qui ne doit normalement pas s'endormir sous peine de perdre le contrôle du Shukaku, s'endort volontairement et instantanément pour libérer tout le pouvoir de son bijū (les pupilles du démon-tanuki se transforment).
Le monstre, livré à lui-même, peut alors causer d'énormes dégâts (il était censé être l'arme ultime pour détruire Konoha lors de l'attaque d'Oto et Suna).
Cette technique possède néanmoins une faille importante car Gaara reste alors exposé, immobile, sur la tête du démon-tanuki. Il est donc une cible relativement facile dans le cadre d'une attaque visant à causer son réveil, ayant ainsi pour conséquence de neutraliser immédiatement le jutsu.
- Bruine de sable (砂時雨, Suna shigure?)[17]
Gaara crée une multitude de billes de sables en suspension au-dessus de l'adversaire, et l'abat sur lui en pluie violente.
Permet de faire diversion pour une autre attaque.
- La déferlante de sables mouvants (流砂瀑流, Ryū sabaku ryū?)[18]
Gaara crée un raz-de-marée sableux qui engloutit tout sur son passage.
- Les funérailles impériales du désert (砂瀑大葬, Sabaku taisō?)[17]
Technique utilisée après La déferlante de sables mouvants pour créer un mouvement de sable souterrain, agissant à la manière d'un hachoir, afin d'achever son adversaire.
- L’ultime rempart – Le bouclier de Shukaku (最硬絶対防御・守鶴の盾, Saikō zettai bōgyo - Shukaku no tate?)[19]
Cette technique rassemble tous les minéraux contenus dans le sol et le sable dans la jarre de Gaara pour dresser un sumo de sable qui est plus dur que le diamant.
- Enterrement dans une prison de sable (獄砂埋葬, Gokusa maisō?)[20]
Gaara enterre son adversaire à 200 m de profondeur sous des sables mouvants.
La pression y est telle que l'adversaire ne peut plus bouger un doigt.
- Lévitation récréative du désert (砂漠浮遊, Sabaku fuyū?)[17]
Gaara crée un petit nuage de sable qu'il fait léviter et s'en sert comme monture.
Cette technique récréative s'avère utile pour combattre un ennemi dans les airs ou échapper à un ennemi sur la terre.
- La prison du désert (砂漠牢, Sabaku rō?)[21] — rang B
Gaara crée une immense prison de sable de la forme d'une plante carnivore, qui poursuit un adversaire (dans les airs), et se referme sur lui.
- Bouclier aérien de sable (空砂防壁, Kūsa bōheki?)[22]
Depuis les airs, Gaara crée un gigantesque bouclier de sable pour protéger son village Suna menacé par une explosion très puissante.
Quasiment vaincu par Deidara, Gaara préférera utiliser ses dernières forces pour écarter le bouclier afin qu'il ne s'écrase pas sur Suna, plutôt que pour se sauver lui-même, agissant pleinement par amour en se sacrifiant pour la sauvegarde des habitants de son village.
- Projectiles combinés, bruine de sable (連弾・砂時雨, Rendan - Suna shigure?)[23]
Version « combo » de la « Bruine de sable ». Gaara l'utilise en combinaison avec d'autres attaquants.
- Le grand mausolée de sable (砂漠層大葬, Sabaku sōtaisō?)[24]
Gaara enferme son adversaire dans une grande pyramide de sable.
- Scellement du grand mausolée de sable (砂漠層大葬封印, Sabaku sōtaisō fūin?)

Gaara enferme encore son adversaire dans une pyramide de sable et Shukaku se charge de sceller la pyramide grâce à sa Marque maudite afin d'empêcher l'ennemi de se libérer.

### Techniques de Shukaku
- Les shurikens de sable (砂手裏剣, Suna shuriken?)[25]
Permet de lancer des shurikens de sable dur.
- Fūton - La déferlante de sable (風遁・無限砂塵 大突破, Fūton - Mugen sajin daitoppa?)[26]
Shukaku souffle une énorme bourrasque remplie de grains de sable.
- Fūton - Distorsion de l’air (風遁・練空弾, Fūton - Renkūdan?)[27]
Shukaku libére envoie plusieurs boulets d'air très puissants et rapides.
- Fūton - Bombes de sable (風遁・砂散弾, Fūton - Sasandan?)
Après que Gaara disperse et comprime de nombreuses particules de sable, Shukaku expulse une rafale de vent géante de son estomac, avec l'impact d'une bombe pour augmenter la force des projectiles, créant une énorme tempête de sable.
Cette attaque est assez puissante pour percer la chair avec facilité et il est difficile de l'esquiver en raison de la vitesse et la taille de la technique. Un des avantages supplémentaires de cette attaque est qu'elle repousse la cible presque loin de l'utilisateur et Gaara peut alors utiliser tout le sable laissé dans le sang de sa cible pour l'immobiliser.

### Animé & Films

La lance du Shukaku.

- Attaque ultime, la lance du Shukaku (最硬絶対攻撃・守鶴の矛, Saikō zettai kōgeki - Shukaku no hoko?)
Gaara invoque une lance indestructible pouvant transpercer toute défense.
- Le dieu du désert foudroyant (砂雷針, Suna raishin?)
Gaara envoie des aiguilles de sable qui s'ouvrent pour former trois pointes qui se chargent en électricité et emprisonnent l'adversaire dans un dôme électrique.
- Grêle de sable (砂霰, Suna arare?)
Gaara fait jaillir de son sable, une bruine de sable en forme de grosses gouttes.

### Jeux vidéo
- Le grand tombeau du desert (???, Hontō no sabaku sōsō?)
Gaara rassemble tout son sable et forme un gigantesque clone de sable. Après, le clone écrase au sol avec sa main l'opposant et le sable de celle-ci se comprime sur l'adversaire.
- Double lame de sable (???, Niju no suna toshin?)
Gaara envoie un torrent de sable vers l'adversaire et un deuxième dans les airs. Le premier emporte l'opposant avec lui et monte au ciel pendant que le deuxième redescend dans la même direction. Pour finir, les deux torrents de sable se rencontrent et écrasent l'adversaire.
- Technique secrète, main étouffante du désert
Gaara concentre tout le sable en une véritable prison, il envoie une main qui écrase l'adversaire puis forme un tombeau du désert et le ressere brutalement.

### Databooks / Artbooks
- (ja) Masashi Kishimoto, NARUTO - Hiden Rin no Sho (NARUTO―ナルト―［秘伝・臨の書］?) : Characters Official Data Book (キャラクターオフィシャルデータBOOK?), Tōkyō, Shūeisha, coll. « Jump Comics (ジャンプコミックス, Janpu Comikkusu?) / Naruto »,‎ 4 juillet 2002, 272 p., shinsho (新書?) / Tankōbon / 175x115mm (ISBN 4-08-873288-X et 978-4-08-873288-6, présentation en ligne)
- (ja) Masashi Kishimoto, NARUTO - Hiden Tō no Sho (NARUTO―ナルト―［秘伝・闘の書］?) : Characters Official Data Book (キャラクターオフィシャルデータBOOK?), Tōkyō, Shūeisha, coll. « Jump Comics (ジャンプコミックス, Janpu Comikkusu?) / Naruto »,‎ 4 avril 2005, 320 p., shinsho (新書?) / Tankōbon / 175x115mm (ISBN 4-08-873734-2 et 978-4-08-873734-8, présentation en ligne)
- (ja) Masashi Kishimoto, NARUTO - Hiden Sha no Sho (NARUTO―ナルト―［秘伝・者の書］?) : Characters Official Data Book (キャラクターオフィシャルデータBOOK?), Tōkyō, Shūeisha, coll. « Jump Comics (ジャンプコミックス, Janpu Comikkusu?) / Naruto »,‎ 4 septembre 2008, 360 p., shinsho (新書?) / Tankōbon / 175x115mm (ISBN 978-4-08-874247-2, présentation en ligne)
- Masashi Kishimoto, Uzumaki - The Art of Naruto, Kana, 7 décembre 2007, 146 p., A4 / Artbook / 210x297mm (ISBN 978-2-50-500250-5, présentation en ligne)

### Tomes du manga
- Masashi Kishimoto (trad. Sylvain Chollet), Naruto tome 7 : La voix à suivre !!, Kana, coll. « Shonen Kana / Naruto », 5 juillet 2003, 192 p., Tankōbon / 115x175mm (ISBN 2-87129-535-2 et 978-2-87129-535-8, présentation en ligne)
- Masashi Kishimoto (trad. Sébastien Bigini), Naruto tome 50 : Duel à mort dans la prison aqueuse !!, Kana, coll. « Shonen Kana / Naruto », 3 septembre 2010, 192 p., Tankōbon / 115x175mm (ISBN 978-2-5050-0956-6, présentation en ligne)
- (ja) Masashi Kishimoto, NARUTO - 59 (NARUTO―ナルト―　　59?) : Gokage shūketsu…!! (五影集結・・・！！?), Shūeisha, coll. « Jump Comics (ジャンプコミックス, Janpu Comikkusu?) / Naruto »,‎ 3 février 2012, 192 p., shinsho (新書, shinsho?) / Tankōbon / 175x115mm (ISBN 978-4-08-870368-8, présentation en ligne)